# Academia de la Lengua Asturiana
La Academia de la Lengua Asturiana (en asturiano: Academia de la Llingua Asturiana o ALLA) es un organismo público del Gobierno de Asturias fundado en 1980 cuyo fin es el estudio, la promoción y la defensa del asturiano.

## Historia

### Antecedentes
El establecimiento de una «academia asturiana de las buenas letras» surge ya en el siglo XVIII por parte del ilustrado gijonés Gaspar Melchor de Jovellanos. Esta propuesta es recuperada en 1878 por el filósofo Gumersindo Laverde, quien elabora un informe en el que adapta las principales ideas de Jovellanos. Otras figuras de la época, como el a la postre rector de la universidad de Oviedo, Fermín Canella, apoyaron esta propuesta.
El 10 de febrero de 1919 se creó en Gijón la Real Academia Asturiana de las Artes y las Letras, auspiciada por gente como Pin de Pría, Francisco González Prieto, Fermín Canella o el conde de Revilla Gigedo. Esta fue pionera también en la presencia de mujeres. Contaba entre sus miembros con la escritora Eva Canel, María Luisa Castellanos o Consuelo Cienfuegos Jovellanos. Se dividía en cuatro secciones, y su principal objetivo era realizar un diccionario y una gramática asturianas y publicar una revista. El resto de secciones tenían como fin el promocionar la literatura, el teatro y la música asturianas. Esta academia sembró el germen de la actual.
En 1945, durante la primera etapa del régimen franquista, la Comisión Gestora de la Diputación acordó la creación de una institución académica, el Instituto de Estudios Asturianos, expresamente dedicada a la investigación y al estudio, a la edición de publicaciones, a la enseñanza y a la divulgación de la cultura asturiana, así como su control.

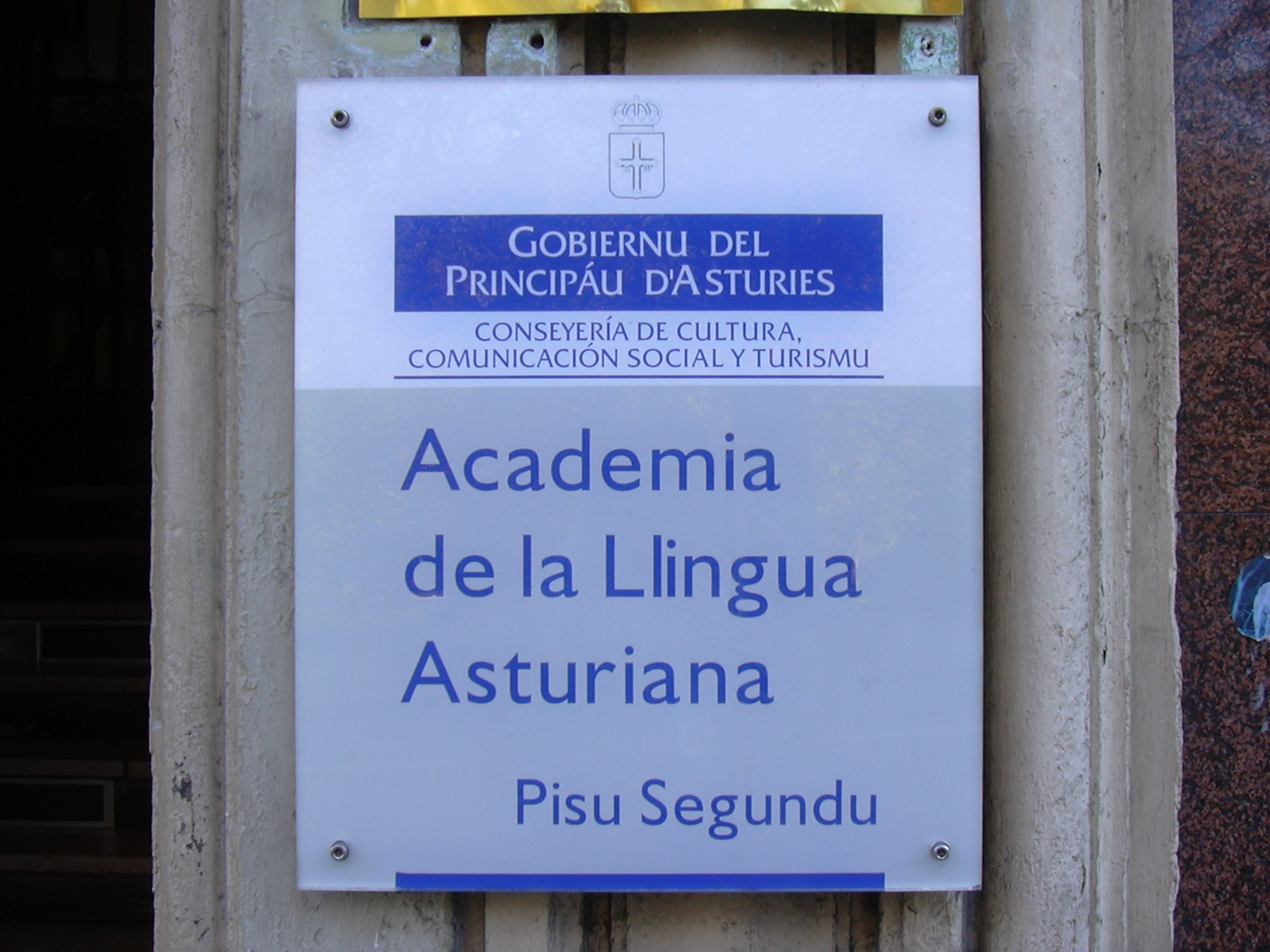
Antigua sede en Oviedo.

### Desde su fundación
Con la vuelta de la democracia a España se dieron movilizaciones y campañas por la normalización del asturiano. Finalmente, el ente preautonómico, el Consejo Regional, aprueba la creación de otra academia, la Academia de la lengua asturiana, que se fundaría el 15 de diciembre de 1980. Sus fines son, como recogen los estatutos aprobados el 6 de abril de 1981, la investigación y normalización gramatical del asturiano y de sus diferentes variedades, inventariar su léxico, promover su difusión, regularizar su enseñanza, fomentar su uso como medio de expresión de los asturianos, promover concursos literarios, realizar estudios lingüísticos y velar por los derechos lingüísticos de los asturianos.
Xosé Lluis García Arias fue el presidente desde su fundación hasta el año 2001. Su sucesora en el cargo fue Ana Cano. Desde 2017, Xosé Antón González Riaño es el presidente de la institución.  La Academia tiene 22 miembros de número, 24 miembros correspondientes y 20 académicos de honor.

## Trabajos
En 1981 se publicó el primer trabajo normativo de la Academia, Normes Ortográfiques y Conxugación de Verbos. Otras publicaciones a destacar son la Gramática de la Llingua Asturiana en 1998 y en 2000 el Diccionariu de l'Academia de la Llingua Asturiana, también conocido por sus siglas «DALLA». Estas publicaciones han contado con varias actualizaciones posteriores.
Publica periódicamente una revista titulada Lletres Asturianes (boletín oficial de la institución), así como libros y revistas relacionados con el estudio de la lengua, la literatura y la cultura asturiana: Cultures. Revista de cultura asturiana y Lliteratura. Revista lliteraria asturiana. Entre sus colecciones de libros se encuentran: Toponimia (nóminas toponímicas orales), Llibrería Llingüística (estudios filológicos), Preseos (vocabularios), Cartafueyos Normativos (textos normativos de aplicación en el proceso de normalización social de la lengua asturiana), Llibrería Académica (creación literaria), Escolín (infantil), Lliteratura Xuvenil, Cuquiellu, Mázcara (teatro)...
También celebra todos los años el Día de les Lletres Asturianes (Día de las Letras Asturianas) desde 1982, así como unas sesiones internacionales de estudio (Xornaes Internacionales d'Estudiu), de carácter anual y el Alcuentru "Llingua Minoritaria y Educación" de carácter bianual.

## Presidentes de la ALLA[2]
- Xosé Lluis García Arias (1980-2000)
- Miguel Ramos Corrada (2000-2001)
- Ana Cano (2001-2017)
- Xosé Antón González Riaño (2017-actualidad)